# Феликс II (антипапа)
Феликс II (на латински: Felix II; † 22 ноември 365, Портус Ромае) е епископ на Рим или антипапа на Римокатолическата църква между 355 и 358 г. Той е мъченик и Светия и се чества на 29 юли.

## Живот
Когато папа Либерий е изгонен от император Констанций II през 356 г. Феликс II е издигнат от архидякона на Рим за папа. Той не е признат от народа. През 357 г. Констанций решава да извика Либерий от изгнанието му, за да управлява заедно с Феликс. Либерий е посрещнат в Рим от всички с голям ентусиазъм и Феликс напуска Рим.
Вероятно той живее след това най-вече в своите земи близо до Портус Ромае и умира там на 22 ноември 365 г. Неговите реликви се намират в църквата
Chiesa della Madonna di Ceri в Чери близо до Черветери.